# Protocolos y arquitectura de X Window System

Logotipo del sistema X Window.

En informática, X Window System (comúnmente conocido como X11 o X) es un sistema de ventanas transparente a la red informática para presentaciones de mapas de bits (gráficos rasterizados). Este artículo presenta detalles sobre los protocolos y estructura del X11.

## El modelo de cliente-servidor X y la transparencia de su red
X se basa en un modelo de cliente-servidor. Un programa servidor X se ejecuta en un ordenador con una interfaz gráfica y se comunica con varios programas clientes. El servidor acepta pedidos para salidas gráficas (ventanas o "windows") y envía señales de entrada del usuario (teclado, ratón).
En X Window, el servidor se ejecuta en el ordenador del usuario, mientras que los clientes pueden ejecutarse en ordenadores distintos. Esto es exactamente al revés que la configuración usual de los sistemas cliente-servidor, donde el cliente se ejecuta en el ordenador del usuario y el server se ejecuta en un ordenador remoto. Ésta inversión a menudo resulta confusa para nuevos usuarios de X. La terminología de X Window toma el punto de vista del programa, en lugar del punto de vista del usuario o el hardware: los programas remotos se conectan a la interfaz gráfica del servidor X que se ejecuta en el ordenador local, y por lo tanto actúan como clientes; la interfaz gráfica X local acepta el tráfico de ingreso, y por lo tanto trabaja como un servidor.

En este ejemplo, el servidor X toma datos de entrada desde el teclado y el ratón y la muestra en una pantalla. Un navegador web y un emulador de terminal se ejecutan en la workstation del usuario, y un emulador de terminal se ejecuta en un servidor remoto pero es controlado desde el ordenador del usuario. Notar que las aplicaciones remotas se ejecutan de la misma manera que lo harían en forma local.

El protocolo de comunicación entre el server y el cliente se ejecuta en forma transparente con respecto a la red: el cliente y el server pueden ejecutarse en el mismo ordenador o en ordenadores diferentes, y hasta con distintas arquitecturas y sistemas operativos. Un cliente o un servidor se pueden comunicar en forma segura a través de Internet, utilizando tunneling la conexión se realiza en forma cifrada.